# Бассетт (Небраска)
Бассетт (англ. Bassett) — город, расположенный в округе Рок (штат Небраска, США) с населением в 743 человека по статистическим данным переписи 2000 года.

## География
По данным Бюро переписи населения США город Бассетт имеет общую площадь в 1,04 квадратных километров, водных ресурсов в черте населённого пункта не имеется.
Город Бассетт расположен на высоте 710 метров над уровнем моря.

## Демография

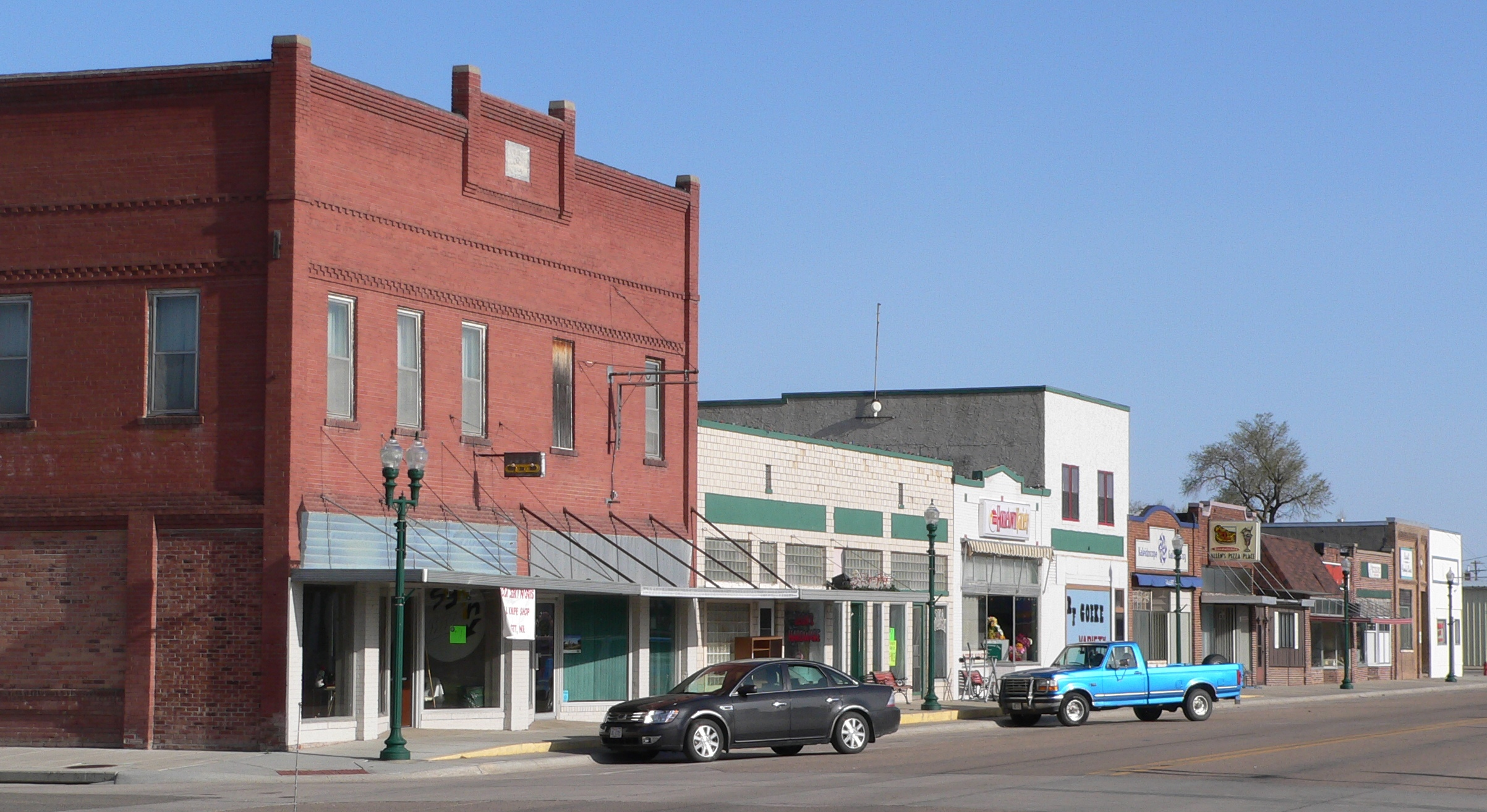
Даунтаун

По данным переписи населения 2000 года в Бассетте проживало 743 человека, 189 семей, насчитывалось 355 домашних хозяйств и 419 жилых домов. Средняя плотность населения составляла около 647,4 человека на один квадратный километр. Расовый состав Бассетта по данным переписи распределился следующим образом: 98,25 % белых, 0,67 % — коренных американцев, 0,27 % — азиатов, 0,67 % — представителей смешанных рас, 0,13 % — других народностей. Испаноговорящие составили 0,67 % от всех жителей города.
Из 355 домашних хозяйств в 21,4 % — воспитывали детей в возрасте до 18 лет, 46,5 % представляли собой совместно проживающие супружеские пары, в 5,9 % семей женщины проживали без мужей, 46,5 % не имели семей. 43,1 % от общего числа семей на момент переписи жили самостоятельно, при этом 24,2 % составили одинокие пожилые люди в возрасте 65 лет и старше. Средний размер домашнего хозяйства составил 2,01 человек, а средний размер семьи — 2,80 человек.
Население города по возрастному диапазону по данным переписи 2000 года распределилось следующим образом: 19,9 % — жители младше 18 лет, 6,2 % — между 18 и 24 годами, 21,0 % — от 25 до 44 лет, 22,3 % — от 45 до 64 лет и 30,6 % — в возрасте 65 лет и старше. Средний возраст жителей составил 47 лет. На каждые 100 женщин в Бассетте приходилось 79,0 мужчин, при этом на каждые сто женщин 18 лет и старше приходилось 75,5 мужчин также старше 18 лет.
Средний доход на одно домашнее хозяйство в городе составил 24 412 долларов США, а средний доход на одну семью — 32 778 долларов. При этом мужчины имели средний доход в 25 329 долларов США в год против 15 278 долларов среднегодового дохода у женщин. Доход на душу населения в городе составил 13 856 долларов в год. 16,8 % от всего числа семей в округе и 20,2 % от всей численности населения находилось на момент переписи населения за чертой бедности, при этом 34,2 % из них были моложе 18 лет и 15,7 % — в возрасте 65 лет и старше.